# Silvia Rosales Bolaños
Silvia Isabel Rosales Bolaños (León, 1959) es una abogada y notario público y magistrada nicaragüense. Es Presidenta de la Corte Centroamericana de Justicia.

## Trayectoria
Rosales Bolaños nació en León, Nicaragua.
En 1993 se recibió de abogada y Notario Público. De 1979 a 1989 laboró como Asesora Legal, del Ministerio del Interior.  
Entre 1997 y 2000 fue miembro de la Comisión Nacional de los Derechos del Niño y la Niña, del Centro de Derechos Constitucionales: Comisión de la elaboración de la Ley contra la violencia doméstica (Ley 230), Coordinadora de la Comisión Interinstitucional Departamental Managua del Sistema de Justicia Penal de la República de Nicaragua, Codirectora Nacional del Proyecto de Simplificación del Procedimiento probatorio en los Casos de Violencia Intrafamiliar (CSJ – AECI), Coordinadora de la Comisión de Capacitación del Código de la Niñez y la Adolescencia y Coordinadora de la Comisión de Capacitación Ley 285 “Ley de reformas y adiciones a la Ley n.º 177, Ley de Estupefacientes, Sicotrópicos y Sustancias Controladas.
A partir de 1993 fue juez primero local de crimen y posteriormente juez de distrito del crimen, ambos juzgados de Managua. En el 2001 fue nombrada Magistrada, Sala Penal Tribunal de Apelaciones y en el 2004, fue Coordinadora Nacional del Proyecto de Violencia de Género en el Poder Judicial. 
En el 2006 fue elegida Magistrada de la Corte Centroamericana de Justicia y asumió la presidencia de esta institución Centroamericana.
En el año 2012, fue magistrada y Presidenta de la Comisión Permanente de Equidad de Género de la Corte Centroamericana de Justicia. Y posteriormente en el año 2015 fue nombrada Magistrada Coordinadora de la Comisión Permanente de Equidad de Género de la Corte Centroamericana de Justicia (CPEG-CCJ) y Presidenta Pro tempore de la Mesa Regional de Género del SICA (MRG-SICA)
El 10 de marzo de 2016 fue reelegida, por un período de diez años más, para la Corte Centroamericana de Justicia, «de conformidad con la Constitución Política, la Ley Orgánica del Poder Judicial y el Convenio de Estatutos de la Corte Centroamericana suscrito en la ciudad de Panamá por los jefes de Estado de la Región Centroamericana el 10 de diciembre del año 1992, que fue ratificado por la Asamblea Nacional de Nicaragua en el Decreto 647, aprobado el 28 de octubre del año 1993».
También se desempeñó como docente paralelamente a la profesión principal, en la Universidad Americana (U.A.M.) como Catedrática Derecho Procesal Penal, en la Universidad Centro Americana de Ciencias Empresariales, como Catedrática Honoraria, en la Universidad Nacional Autónoma de Nicaragua (U.N.A.N. – Managua), como Catedrática de Derecho Romano, Derecho Procesal Penal, Derecho Penal y Derecho Constitucional, en la Universidad Popular de Nicaragua (UPONIC), Universidad de Managua (UdM) y en la Escuela Judicial dependencia de la Corte Suprema de Justicia de Nicaragua.
Actualmente Magistrada de la Corte Centroamericana de Justicia.